# Norton-Villiers
Norton-Villiers fou un fabricant de motocicletes britànic fundat a la dècada del 1960 després de la fallida d'AMC. Arran del declivi general de la indústria de la motocicleta britànica, a iniciativa del govern del Regne Unit es va fusionar més tard amb les restes de BSA Triumph per a formar Norton-Villiers-Triumph.

## Norton Villiers (1966–1973)

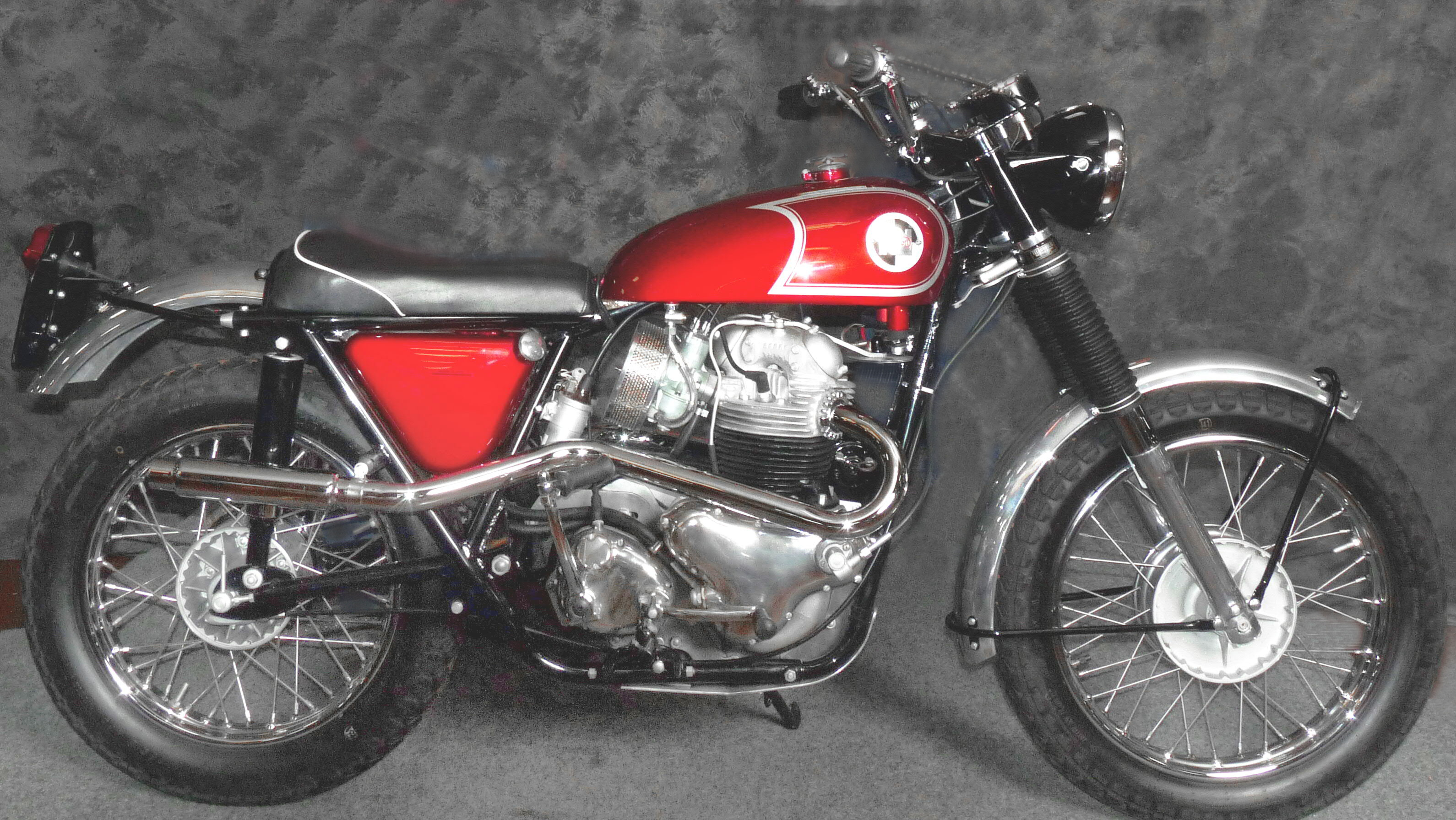
Una Norton P11 de finals dels 60

El 1966 AMC va fer fallida i va ser adquirida per Manganese Bronze Holdings, propietària també de Villiers Engineering, la qual va formar amb aquestes dues empreses Norton-Villiers per tal de supervisar-ne l'activitat. En aquells moments, Norton era l'única marca d'AMC que guanyava diners. Els models tradicionals de quatre temps monocilíndrics AJS i Matchless es van cancel·lar. Es van comercialitzar models sota les marques Matchless i AJS amb motors Norton fins al 1969. El 1968, tots els models tenien carburadors nous, sistemes d'arrencada i bloqueig d'arrencada. Els models G15CS, N15CS i M33CS duien parts del cicle millorades durant la temporada 1968-1969.
La sèrie P11 fou un desenvolupament completament nou per al 1967 i es va seguir desenvolupant per al 1968–1969. La P11 estava disponible com a Norton o Matchless.

### Norton Commando
Per a Norton-Villiers, el desenvolupament d'un nou motor per al mercat era prohibitiu, però les vibracions del bicilíndric vertical de 750 cc es transmetien de tal manera al pilot per mitjà del xassís Featherbed de la Norton Atlas, que l'empresa va abandonar aquest xassís en favor d'un d'anterior experimental que es muntà en una moto conceptual anomenada P10 (i després Z26, una versió millorada), el qual aïllava el motor del xassís per mitjà de petits blocs de goma i possibilitava així una conducció més confortable.

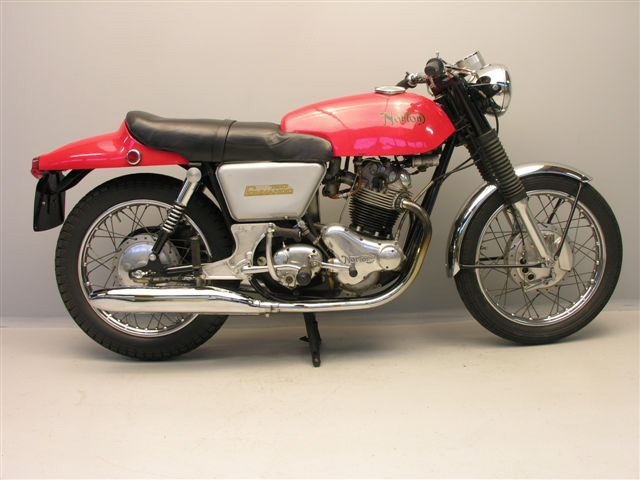
Norton Commando 'Fastback' de 750 cc (1969)

El xassís Norton Isolastic es va desenvolupar a temps per a l'Earls Court Show de 1967. La producció se'n va iniciar a l'abril de 1968, però alguns problemes de flexió al xassís van provocar la introducció d'un altre model més desenvolupat el gener de 1969.
La Norton Commando va aparèixer ràpidament en curses de velocitat. Un dels primers a fer-l'hi participar fou el concessionari londinenc Vincent Davey, qui va dirigir un equip anomenat "Gus Kuhn" amb els pilots Dave Croxford i Mick Andrew.
El 1969 es va presentar la Commando, equipada amb un sistema d'escapament lateral esquerre aixecat i dipòsit de benzina de 9,5 l, dirigit principalment al mercat d'exportació (Estats Units). El model original es va anomenar després Commando Fastback.

## Fàbriques
A finals del 1968, el Greater London Council va emetre una ordre d'expropiació per a la fàbrica de Plumstead, a Burrage Grove, on s'acoblaven els motors de la planta de Wolverhampton i els xassissos de la planta de Manchester per a produir les motocicletes. La fàbrica va tancar el juliol de 1969.
Una subvenció del govern va permetre que el muntatge es traslladés a una fàbrica a North Way, Andover (Hampshire), mentre que el departament de proves s'instal·là en un hangar d'avions al proper aeròdrom de Thruxton. La fabricació es va concentrar a Wolverhampton, on s'hi fabricaven 80 motos completes a la setmana. Wolverhampton també enviava components, motors muntats i caixes de canvis a la línia de muntatge d'Andover.

## Models de motocicleta NV
- Neale Shilton va dissenyar una Commando segons les especificacions policials, la Norton Commando Interpol. Disposava de maletes, portapaquets superior, carenat i accessoris per a equips elèctrics auxiliars
- El març de 1970 es va llançar la Roadster
- El juny de 1970 es va cancel·lar la Commando S
- El setembre de 1970 es va llançar la Fastback MK. 2, aviat substituïda per la Fastback Mk.3
- El maig de 1971 van aparèixer la Street Scrambler i la Hi Rider
- El juliol de 1971, la Fastback Long Range
- El gener de 1972 va aparèixer la Mk.4 Fastback, una moto de turisme actualitzada, i la 750 Interstate, ambdues amb motor Combat.

### El motor Combat

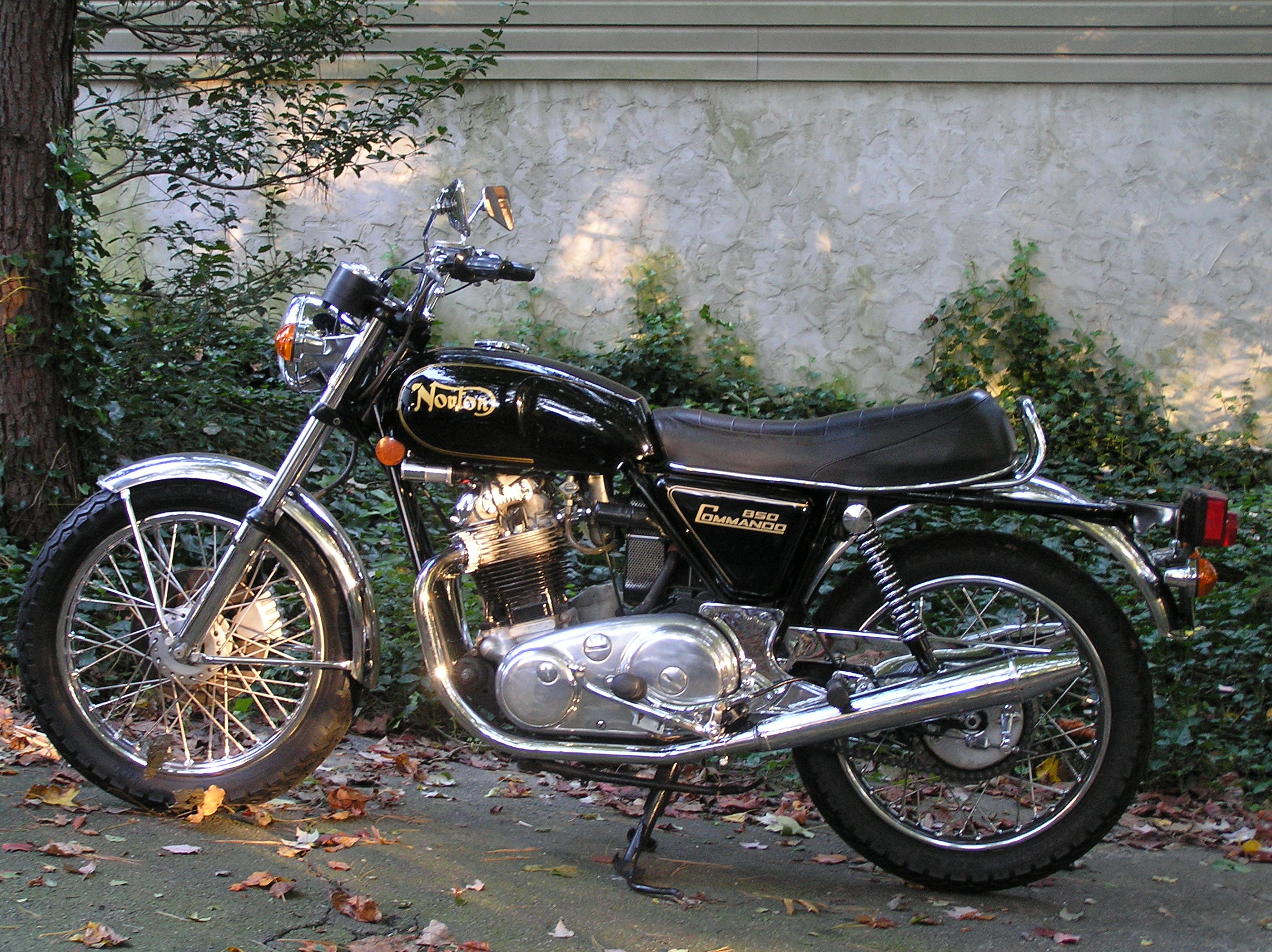
Norton Commando 850 de 1973

El motor Combat d'altes prestacions lliurava 65 CV a 6.500 rpm, amb una relació de compressió 10:1. Això era massa per a un model reaprofitat que datava del Model 7 de 497 cc de 1948, motiu pel qual la moto patia freqüents avaries de coixinets i pistons, juntament amb altres problemes de control de qualitat. La solució als principals problemes de coixinets varen ser els cèlebres coixinets "Superblend" Norton, en la versió de 1972. Anomenats 6/MRJA30, aquests coixinets eren "especials", amb corona addicional, i els fabricava R&M (més tard anomenada RHP). A començaments de 1973 se'n va llançar una versió de servei substitutòria que s'anomenà "Extra High Capacity Main Bearings" (coixinets principals de capacitat extra alta). De fet, es tractava només d'un coixinet rodant NJ306E de major capacitat de càrrega fabricat per FAG. Els problemes de pistó es van resoldre tot eliminant la ranura per al drenatge de l'oli darrere de l'anella de l'oli i perforant-hi una sèrie de forats, de manera que la corona del pistó no se separés del pistó a alts règims de revolucions.

## Fusió forçada
Tot això va provocar un deteriorament de les finances. A mitjan 1972, el grup BSA tenia greus problemes financers com a conseqüència de la seva activitat dins el sector de la motocicleta amb les seves marques BSA i Triumph. El govern britànic va oferir llavors un paquet de rescat financer condicionat a la fusió dels dos grups i això va donar lloc al naixement de Norton-Villiers-Triumph.